# طعن (قانون)
الطعن هذه المادة هي عن المفهوم القانوني. لتفنيد المستخدمة في المنطق غير الرسمي، انظر الجدل المضاد.
في القانون، يشكل الطعن شكلاً من أشكال الأدلة التي تُقدَّم لتعارض أو إبطال الأدلة الأخرى التي قدمها طرف ضائر. وقياسا على ذلك، يستخدم نفس المصطلح في السياسة والشؤون العامة للإشارة إلى العملية غير الرسمية التي يتم من خلالها نشر البيانات، المصممة لدحض أو نفي حجج محددة (انظر المطالبة المضادة) التي قدمها المعارضون في وسائط الإعلام. 
تنطبق قواعد خاصة على الطعن؛ ويجب أن يقتصر الطعن في الأدلة أو شهود الدحض على موضوع الأدلة التي تم دحضها. وقد لا تُقدم أدلة جديدة بشأن مواضيع أخرى في رد. ومع ذلك فإن الطعن هو واحد من المركبات القليلة التي يمكن للطرف من خلالها تقديم أدلة مفاجئة أو شهود. والعملية الأساسية هي كما يلي: يلتزم طرفا الخلاف بالإعلان قبل المحاكمة عن الشهود الذين يعتزمون استدعاءهم، وما يتوقع من كل شاهد أن يشهد به. وعندما يقدم المدعي (أو المدعي العام) أو المدّعى عليه أدلة أو شهادة مباشرة لم تكن متوقعة، يجوز منح الطرف الآخر فرصة محددة لدحضها. ويجوز للطرف المطعون، في الطعن، أن يحضر عموما شهودا وأدلة لم يسبق إعلانها من قبل، ما دامت تستخدم في دحض الأدلة السابقة.